# Anh hùng (phim 2002)
Anh hùng (giản thể: 英雄, tiếng Anh: Hero) là một bộ phim võ hiệp của điện ảnh Trung Quốc ra mắt năm 2002, do Trương Nghệ Mưu làm đạo diễn, đồng sản xuất kiêm viết kịch bản với phần chỉ đạo võ thuật của Trình Tiểu Đông. Tác phẩm có sự tham gia của các diễn viên gồm Lý Liên Kiệt, Lương Triều Vỹ, Trương Mạn Ngọc, Chân Tử Đan, Chương Tử Di và Trần Đạo Minh. Phim lấy cảm hứng từ câu chuyện về vụ thích sát Tần Thủy Hoàng của Kinh Kha vào năm 227 TCN.
Anh hùng bắt đầu khởi chiếu tại quê nhà vào ngày 24 tháng 10 năm 2002. Vào thời điểm ra mắt, đây là phim tốn kém kinh phí nhất và cũng là một trong những phim có doanh thu cao nhất ở Trung Quốc. Miramax Films đã mua bản quyền để phân phối tác phẩm tại thị trường Hoa Kỳ nhưng trì hoãn phát hành trong suốt gần hai năm. Cuối cùng sau nỗ lực thuyết phục của đạo diễn người Mỹ Quentin Tarantino, Miramax chính thức công chiếu phim tại các rạp chiếu ở Hoa Kỳ vào ngày 27 tháng 8 năm 2004. Anh hùng nhận được đánh giá tích cực từ giới phê bình, trở thành phim Hoa ngữ đầu tiên dẫn đầu doanh thu phòng vé Mỹ và giữ vị trí này trong hai tuần liên tiếp. Tác phẩm đã thu về 53,7 triệu đô la Mỹ ở thị trường Hoa Kỳ và 177 triệu đô la Mỹ trên toàn thế giới.

## Nội dung
Thời Chiến Quốc, một đình trưởng tên Vô Danh tới kinh đô nước Tần để bái kiến Tần vương, người vừa sống sót sau vụ ám sát của ba cao thủ Trường Không, Phi Tuyết và Tàn Kiếm. Để giữ an toàn cho bản thân, nhà vua không cho phép bất cứ thần tử nào được đứng cách ông dưới 100 bước. Vô Danh tuyên bố mình đã lấy mạng cả ba sát thủ và trưng bày vũ khí của họ trước mặt nhà vua để làm chứng. Tần vương cho phép Vô Danh được lại gần ông trong khoảng cách 10 bước để thuật lại toàn bộ chiến công của anh.
Vô Danh kể rằng đầu tiên anh giết Trường Không rồi mới tới tìm Phi Tuyết và Tàn Kiếm hiện đang trú tại một trường dạy thư pháp ở nước Triệu. Vô Danh nhờ Tàn Kiếm viết cho mình chữ "kiếm" vì cho rằng có thể tìm được cách phá giải kiếm pháp của Tàn Kiếm thông qua nét chữ của anh ta. Tại đây, Vô Danh cũng biết được mối quan hệ tình cảm đang rạn nứt của cặp đôi Phi Tuyết và Tàn Kiếm. Sau khi Tàn Kiếm hoàn thành bức thư pháp, Vô Danh tiết lộ danh tính của mình và thách thức Phi Tuyết giao đấu để trả thù cho Trường Không, kẻ hóa ra là người tình bí mật của cô. Cay đắng vì bị Phi Tuyết phản bội, Tàn Kiếm đã ân ái với nữ tì của mình là Như Nguyệt và bị Phi Tuyết nhìn thấy. Trong cơn tức giận, Phi Tuyết đâm chết Tàn Kiếm và sau đó đoạt mạng luôn Như Nguyệt khi cô này quyết báo thù cho chủ nhân. Ngày hôm sau, trong cuộc tỉ thí trước quân Tần, Vô Danh giết Phi Tuyết vốn đang ở trong trạng thái tâm lý bất ổn và tước bảo kiếm của cô.
Khi lời kể của Vô Danh vừa dứt, nhà vua lập tức hoài nghi câu chuyện của anh, cho là anh đã dàn dựng toàn bộ các cuộc đấu của ba cao thủ. Từ lần chạm mặt trước đó, ông khẳng định một người đàn ông lỗi lạc như Tàn Kiếm không đời nào chỉ vì ghen tuông mà quay lưng với Phi Tuyết. Tần vương suy luận rằng cả ba sát thủ đều hy sinh mạng sống để giúp Vô Danh có thể lại gần ông hòng tiện bề thích sát. Đến đây, Tần vương bắt đầu kể câu chuyện do ông tự phỏng đoán.
Theo trí tưởng tượng của Tần vương, Vô Danh trước hết dàn xếp với Trường Không sau đó mới tìm tới Phi Tuyết và Tàn Kiếm, nói với họ rằng anh có một chiêu thức có thể giết bất kì mục tiêu nào trong bán kính mười bước chân. Vô Danh cũng quả quyết mình có thể sử dụng tuyệt chiêu này để giết nhà vua nhưng để đến đủ gần ông ta thì phải có được kiếm của cả hai cao thủ. Để thuyết phục hơn, Vô Danh phải thực sự lấy mạng một trong hai người ngay trước mặt ba quân nước Tần. Phi Tuyết và Tàn Kiếm bắt đầu tranh giành quyền trở thành kẻ thí mạng để người còn lại được sống. Sau cùng, Phi Tuyết làm Tàn Kiếm bị thương khiến anh đành bất lực nhìn cô đi vào chỗ chết. Sáng hôm sau, Phi Tuyết bị Vô Danh giết chết trước mặt quân Tần. Tàn Kiếm nhờ Như Nguyệt đem thanh kiếm của anh tới cho Vô Danh rồi cũng tự kết liễu đời mình.
Vô Danh thừa nhận đúng là mình có tuyệt chiêu có thể đoạt mạng Tần vương trong mười bước chân. Thế nhưng, anh nói là ông vẫn đánh giá sai Tàn Kiếm và bắt đầu kể những gì thật sự đã xảy ra. Vô Danh giúp Trường Không giả chết rồi đem đầu cây thương của anh tới chỗ Tàn Kiếm, Phi Tuyết. Sau khi cho hai cao thủ thấy tuyệt chiêu của mình lợi hại như thế nào, Vô Danh đề nghị họ giao kiếm cho anh để có thể hoàn thành mưu đồ. Phi Tuyết ủng hộ nhưng Tàn Kiếm phản đối, Vô Danh và Phi Tuyết liền liên thủ với nhau đánh bại Tàn Kiếm. Hôm sau, Vô Danh và Phi Tuyết tỉ thí, Phi Tuyết giả vờ bị đánh bại trước mặt quân Tần. Tàn Kiếm cũng trao thanh kiếm của mình cho Vô Danh và viết tặng cho Vô Danh hai chữ "Thiên hạ", đồng thời kể lại với Vô Danh rằng năm xưa sở dĩ anh hành thích Tần Vương thất bại vì đã nhận ra rằng chỉ Tần Vương mới có thể kết thúc thời Chiến Quốc, kết thúc thời chiến tranh hỗn loạn.
Vô Danh khi đối mặt với Tần vương cuối cùng cũng ngộ ra ý của Tàn Kiếm và quyết định không hành thích ông ta. Cảnh cuối phim, Vô Danh bỏ đi. Tần vương dù quý trọng anh, nhưng để giữ vững kỉ cương pháp luật nên vẫn phải ra lệnh hành quyết Vô Danh bởi một làn mưa tên, và tang lễ của anh được cử hành theo đúng nghi thức của một vị anh hùng.

## Diễn viên
- Lý Liên Kiệt trong vai Vô Danh (無名), một đình trưởng ở nước Tần vốn mồ côi tử nhỏ. Sau nhiều năm luyện tập, anh trở thành một tay kiếm lợi hại với tuyệt kỹ "Thập bộ nhất sát" có thể lấy mạng bất cứ ai trong khoảng cách mười bước. Vô Danh chính là kẻ chủ mưu vụ thích sát Tần vương nhưng tới cuối cùng đã quyết định đặt lợi ích của toàn thiên hạ lên trên mong muốn báo thù. Anh hùng là lần đầu tiên Lý Liên Kiệt xuất hiện trong một bộ phim do Trung Quốc đại lục sản xuất kể từ sau Thiếu Lâm Tự (1982).
- Lương Triều Vĩ trong vai Tàn Kiếm (殘劍), bộ đôi Tàn Kiếm và Phi Tuyết là hai sát thủ duy nhất từng đột nhập vào hoàng cung, giết hàng trăm cận vệ và đã suýt lấy mạng Tần vương nếu Tàn Kiếm không dừng tay vào phút cuối. Trong tất cả các cao thủ, Tàn Kiếm là người duy nhất mà Vô Danh cho rằng có trình độ kiếm pháp sánh ngang mình.
- Trương Mạn Ngọc trong vai Phi Tuyết (飛雪), một cao thủ đồng thời cũng là tình nhân của Tàn Kiếm. Cô luôn nung náu báo thù Tần vương, kẻ đã giết cha mình trong một trận chiến.
- Trần Đạo Minh trong vai Tần vương (秦王), một nhà lãnh đạo đầy tham vọng, đang trên con đường trở thành Hoàng đế Trung Hoa đầu tiên. Sau khi thoát chết dưới lưỡi kiếm của Tàn Kiếm, ông luôn mặc áo giáp và tự nhốt mình trong hoàng cung, không cho bất cứ cận thần nào được lại gần.
- Chân Tử Đan trong vai Trường Không (長空), một cao thủ thương pháp. Trong ba sát thủ của bộ phim, anh là người ít được nhắc đến nhất.
- Chương Tử Di trong vai Như Nguyệt (如月), nữ tì trung thành của Tàn Kiếm, Phi Tuyết. Vũ khí của cô là một cặp song đao.

## Sản xuất
Đạo diễn Trương Nghệ Mưu đã hợp tác với Christopher Doyle để hiện thực hóa kế hoạch chia tác phẩm của mình về mặt hình ảnh thành năm phần, mỗi phần bị chi phối bởi một màu sắc cụ thể. Ban đầu, Trương Nghệ Mưu định sử dụng nhiều nhà quay phim với các phong cách quay khác nhau nhưng không khả thi. Doyle so sánh cốt truyện của Anh hùng với Rashōmon vì phim cũng có một nhân vật nói dối và các câu chuyện đan xen lẫn nhau. Anh hùng kể các phiên bản khác nhau về hành trình kiếm sĩ vô danh đánh bại ba đại cao thủ. Mỗi phiên bản được đại diện bằng các màu chủ đạo là đỏ, xanh và trắng. Mạch phim chính mang màu sắc tối hơn, các đoạn hồi tưởng thì được thể hiện bằng màu xanh lá cây rực rỡ. Màu sắc được chọn vì yếu tố thẩm mỹ chứ không mang tính tượng trưng, màu hồng hay da cam không được sử dụng. Doyle đã bỏ qua những lý thuyết phổ quát về màu sắc, chẳng hạn như những quy tắc của nhà quay phim người Ý Vittorio Storaro.
Hồ nước trong phim được quay tại Khu thắng cảnh Cửu Trại Câu, phía bắc Tứ Xuyên, Trung Quốc. Cảnh quay tại sa mạc thì được thực hiện ở gần vùng biên giới Kazakhstan.

## Âm nhạc
Anh hùng có phần âm nhạc do Đàm Thuẩn, người từng chỉ huy Dàn giao hưởng và hợp xướng Trung Quốc cho các bản thu âm đảm nhận. Trong album nhạc phim, phần lớn các bản nhạc có sự xuất hiện của dàn nhạc trống taiko từ nhóm Kodo. Itzhak Perlman biểu diễn hầu hết các bản độc tấu vỹ cầm, cùng với đó là các bản độc tấu bổ sung của chính Đàm Thuẩn. Bài hát nhạc nền có tựa đề Anh hùng (英雄), được sáng tác bởi Trương Á Đông và Lâm Tịch, do Vương Phi thể hiện. Ca khúc này không xuất hiện trong cả DVD phim và album nhạc phim khi phát hành tại Mỹ. Lương Triều Vỹ cũng có một nhạc phẩm lấy cảm hứng từ Anh hùng, mang tên Phong sa (風沙). Nhạc cụ được trình diễn trong trường đoạn giao đấu tại sân cờ vây là cổ cầm, người đánh đoạn nhạc cổ cầm là Lưu Lệ.

## Phát hành
Anh hùng khởi chiếu tại Trung Quốc từ ngày 24 tháng 10 năm 2002. Miramax là đơn vị sở hữu bản quyền phân phối phim tại Hoa Kỳ nhưng trì hoãn phát hành phim tận 6 lần. Miramax sau đó đã phải yêu cầu nhiều website ngừng bán các phiên bản DVD nhập khẩu của Anh hùng.
Anh hùng cuối cùng cũng ra mắt tại các rạp phim ở Mỹ vào ngày 27 tháng 8 năm 2004 sau sự can thiệp của giám đốc điều hành Disney, Chính phủ Trung Quốc và cả Quentin Tarantino, người đã đảm bảo tác phẩm sẽ được trình chiếu với phụ đề tiếng Anh. Tarantino cũng đề xuất sử dụng tên ông như một cách quảng bá, thu hút khán giả tới rạp; trong phần giới thiệu của phim có dòng "Đến từ Quentin Tarantino". Ngoài ra, tấm áp phích quảng bá Anh hùng ở Bắc Mỹ có phần không đúng văn hóa khi thanh kiếm mà nhân vật do Lý Liên Kiệt thủ vai cầm trong áp phích gốc đã bị thay thế bằng một vũ khí trông giống thanh Katana của Nhật Bản. Phiên bản DVD của Anh hùng do Hoa Kỳ sản xuất với các ngôn ngữ Quan thoại, tiếng Anh và tiếng Pháp phát hành vào ngày 30 tháng 11 năm 2004.

## Phản hồi

### Phòng vé
Anh hùng thu về 53,7 triệu đô la Mỹ ở Hoa Kỳ và Canada, 123,7 triệu đô la Mỹ ở các khu vực khác. Tổng doanh thu của phim trên toàn thế giới là 177,4 triệu đô la Mỹ. Tác phẩm khởi chiếu tại Trung Quốc vào tháng 10 năm 2002, thu về 30 triệu đô la Mỹ. Vào ngày 27 tháng 8 năm 2004, sau một thời gian dài trì hoãn, Anh hùng trình chiếu tại 2.175 rạp ở Bắc Mỹ, có phụ đề và không bị cắt. Ngay khi ra mắt phim đã dẫn đầu doanh thu phòng vé, thu về 18 triệu đô la Mỹ trong tuần đầu công chiếu. Đây là phim nói tiếng nước ngoài có doanh thu cao thứ ba ở Bắc Mỹ.

### Phê bình
Anh hùng được Rotten Tomatoes chấm 95%, với mức điểm trung bình là 8,15/10 thông qua 208 lượt đánh giá. Trang này viết: "Với những pha hành động không cần diễn viên đóng thế cùng một bản hùng ca lịch sử, Anh hùng đem đến cho các fan hâm mộ phim võ thuật tất cả những gì họ muốn". Trang Metacritic cho phim điểm rất cao tới 85/100, xếp phim vào dạng "universal acclaim (hài lòng nhiều đối tượng người xem)". Khán giả được khảo sát trên CinemaScore thì tặng cho phim mức điểm "A-" trên thang điểm từ A+ tới F.
Roger Ebert nhận xét bộ phim là "đẹp và hấp dẫn, võ thuật xa hoa trong phim đã định hình phong cách và lối sống của các võ sĩ Trung Hoa truyền thống". Ông cũng nói thêm: "các môn võ trong phim không chỉ thể hiện qua hành động và bạo lực mà còn qua thơ ca, múa và triết học". Richard Corliss của Time đã mô tả bộ phim giống như "Rashomon phiên bản tiếng Quan thoại" và so sánh nó với Thập diện mai phục nhưng cũng công nhận "Anh hùng là một kiệt tác". Corliss viết: "bằng ngôn ngữ hình ảnh tuyệt đỉnh, phim cho chúng ta thấy tại sao đàn ông lại phải gây chiến để có được hòa bình hay cách một chiến binh tìm thấy sứ mạng của mình nơi người họ yêu". Michael Wilmington của Chicago Tribune đánh giá tác phẩm là "đẹp ngất ngây, dữ dội và ly kỳ" và là "một bộ phim hành động dành cho mọi lứa tuổi".